# شهرستان آیکو، کاناگاوا

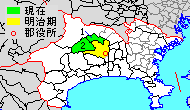

شهرستان آیکو، کاناگاوا (به ژاپنی: 愛甲郡 Aikō-gun) یکی از شهرستان‌های ژاپن است که در استان کاناگاوا در ژاپن واقع شده است.